# Ilê Axé Opô Afonjá
Ilê Axé Opô Afonjá ("Casa sob o comando e o sustento do cajado de Afonjá") ou Centro Cruz Santa do Axé do Opô Afonjá é um terreiro de candomblé fundado por Eugênia Ana dos Santos e Tio Joaquim, Obá Sanhá, em 1910, na Rua Direta de São Gonçalo do Retiro, 557, no bairro do Cabula, em Salvador, na Bahia, no Brasil. O seu tombamento ocorreu em 28 de julho  de  2000 pelo Instituto do Patrimônio Histórico e Artístico Nacional. O seu livro histórico possui inscrição 559. Livro Arqueológico, Etnográfico e Paisagístico. Inscrição 124, número do processo 1432-T-98.

## História
A história do Terreiro do Axé Opô Afonjá, assim como a do Terreiro do Gantois, está intimamente vinculada ao Terreiro da Casa Branca do Engenho Velho.
Segundo vários autores, este terreiro serviu de modelo para todos os outros, de todas as nações. Um grupo dissidente do Terreiro da Casa Branca, comandado por Eugênia Ana dos Santos, fundou, em 1910, numa roça adquirida no bairro de São Gonçalo do Retiro, o Terreiro Kêtu do Axé Opô Afonjá.
O terreiro ocupa uma área de cerca de 39 000 metros quadrados. As edificações de uso religioso e habitacional do terreiro ocupam cerca de 1/3 do total do terreno, em sua parte mais alta e plana, sendo o restante ocupado pela área de vegetação densa que constitui, nos dias de hoje, o único espaço verde das redondezas.

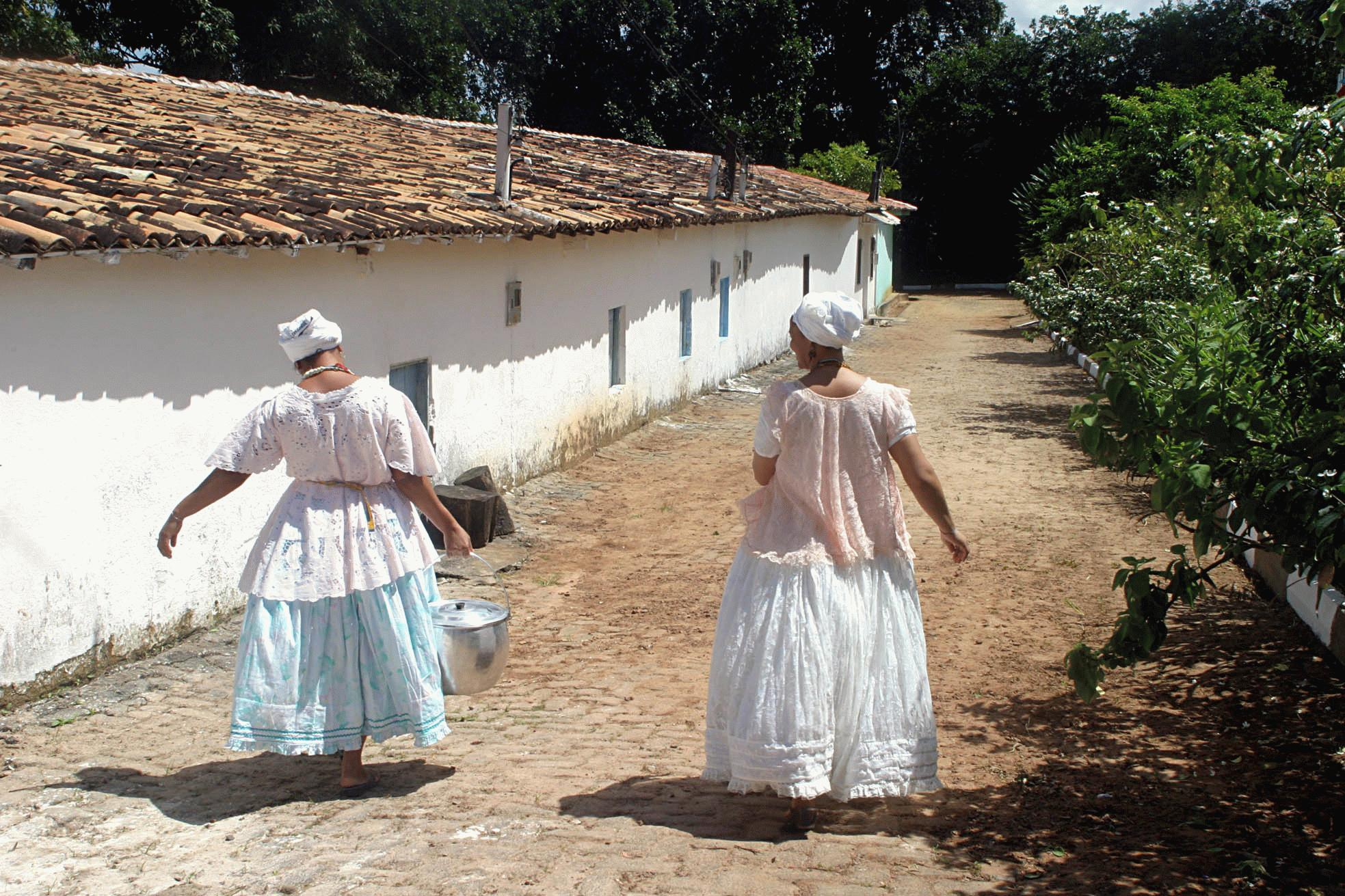
Filhas de santo do Terreiro Ilê Axé Opô Afonjá

Por força da topografia do terreno, as edificações do Axé Opô Afonjá se distribuem mais ou menos linearmente, aproveitando as áreas mais planas da cumeada, tornando, no acesso principal, um "terreiro" aberto em torno do qual se destacam os edifícios do barracão, do templo principal — contendo os santuários de Oxalá e de Iemanjá —, da Casa de Xangô e da Escola Municipal Eugênia Ana dos Santos.
A organização espacial do Axé Opô Afonjá mantém as características básicas do modelo espacial típico dos terreiros jejes-nagôs. Esses mesmos elementos são também encontrados nos terreiros da Casa Branca e do Gantois, apenas com uma diferença: no Axé Opô Afonjá, o barracão é uma construção independente, ao passo que, nos dois outros terreiros, ele está incorporado ao templo principal.

## Sacerdotisas
Nome e período em que exerceu o cargo
- Mãe Aninha - 1909-1938
- Mãe Bada de Oxalá - 1939-1941
- Mãe Senhora - 1942-1967
- Mãe Ondina de Oxalá - 1968-1975
- Mãe Stella de Oxóssi - 1976-2018
- Mãe Ana de Xangô -2019

## Escola

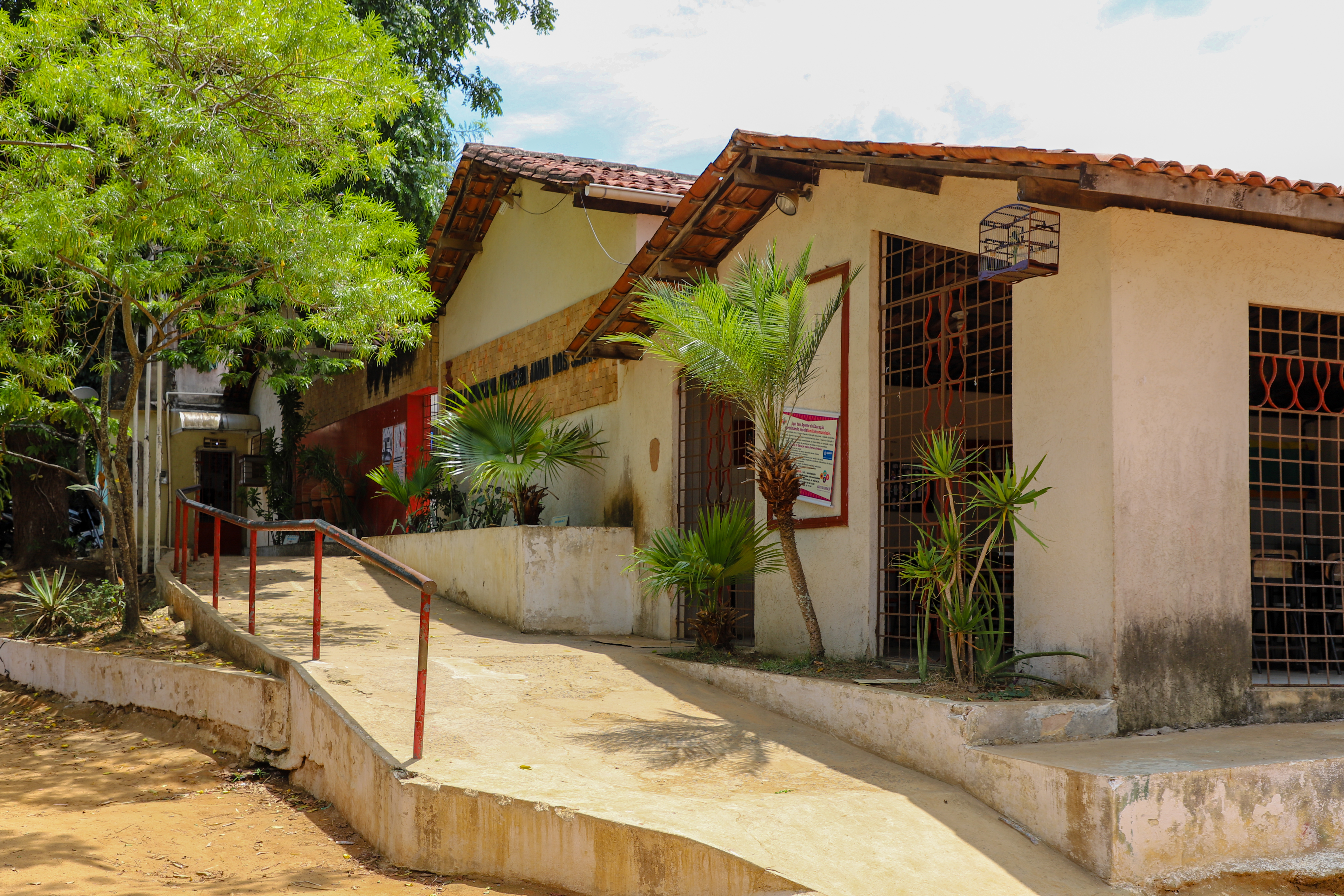
Escola Municipal Eugênia Ana dos Santos

A Escola Municipal Eugênia Ana dos Santos faz parte do Ilê Axé Opô Afonjá.

## Museu

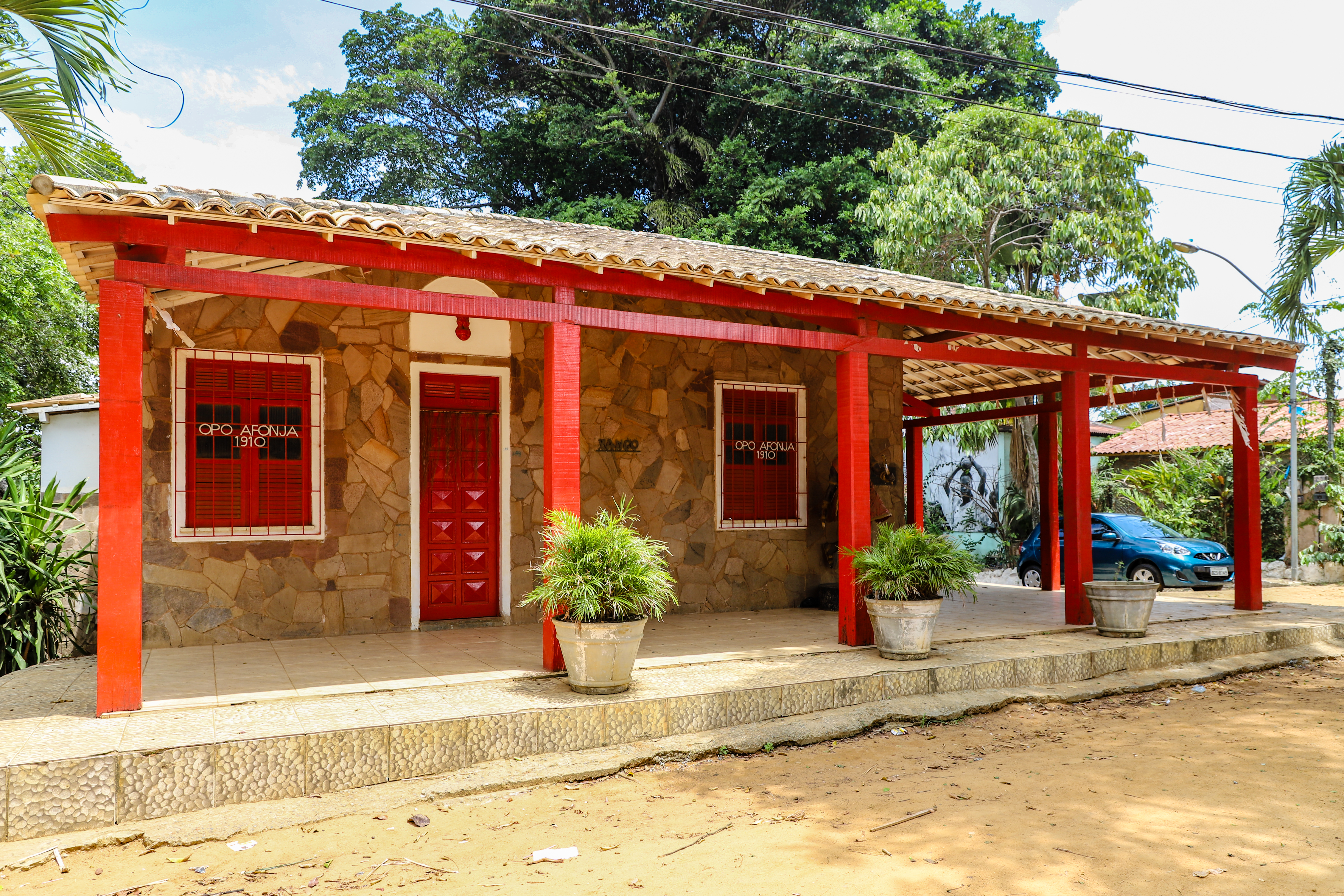
O Museu Ilé Ohun Lailai fica no andar inferior da Casa de Xangô

O Museu Ilé Ohun Lailai (Casa das Coisas Antigas), inaugurado em 1999, está localizado no andar inferior da Casa de Xangô, reunindo a história do terreiro, e das ialorixás, com objetos de culto e roupas em exposição.

### Casa do Alaká

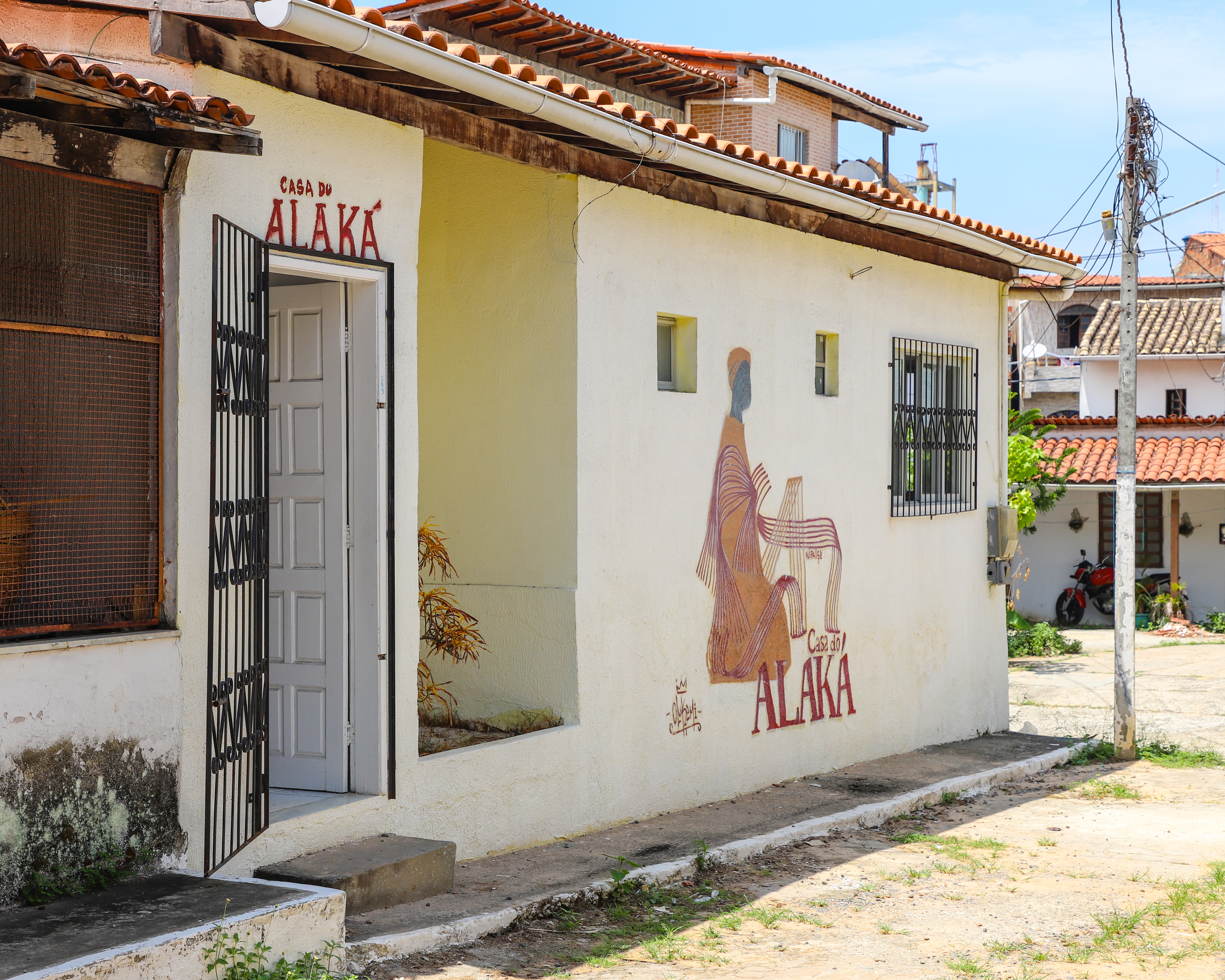
Casa do Alaká, Ilê Axé Opô Afonjá, Salvador, Bahia

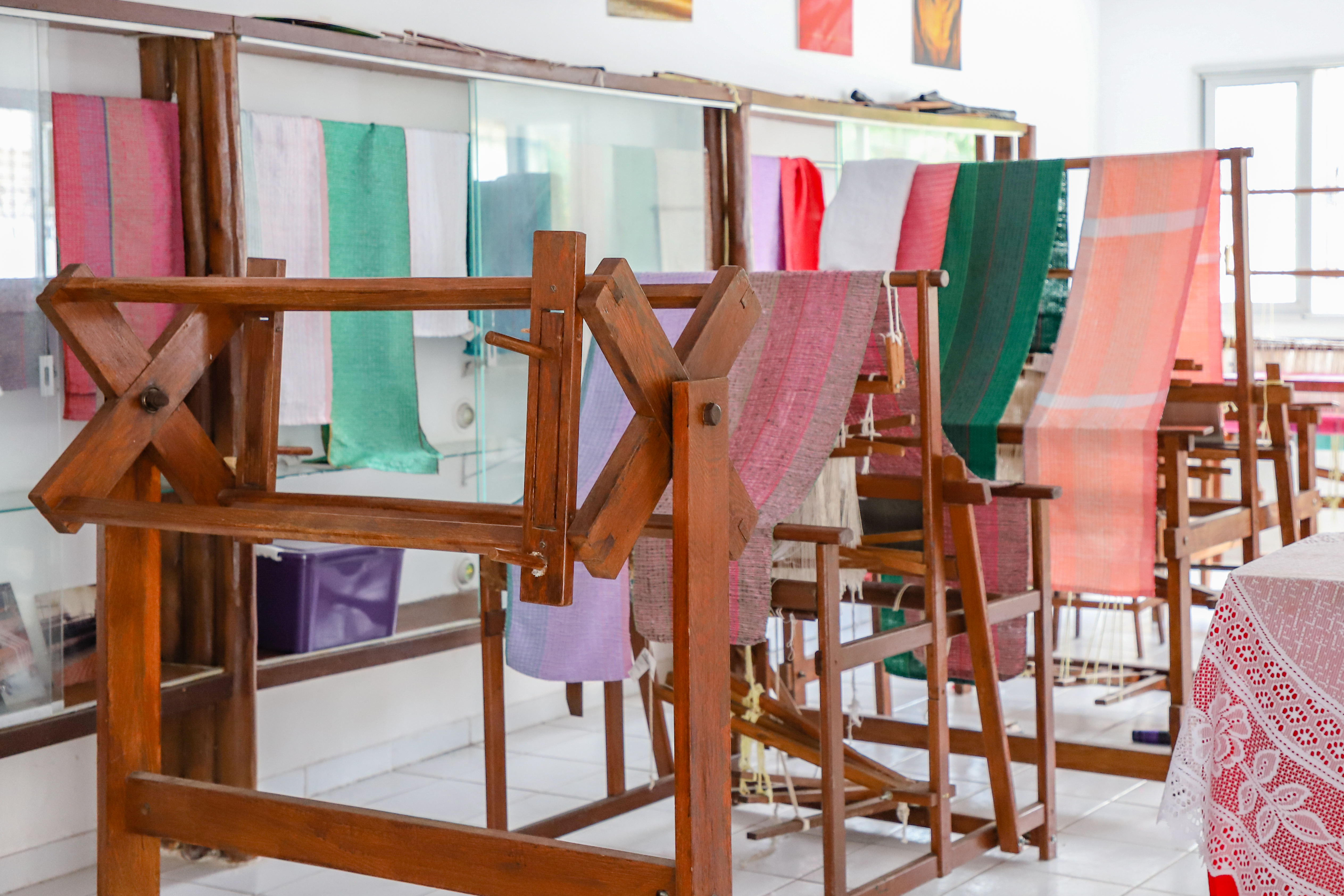
Casa do Alaká

"O Alaká africano, conhecido como pano-da-costa no Brasil é produzido por tecelãs do terreiro de Candomblé Ilê Axé Opô Afonjá em Salvador, no espaço chamado de Casa do Alaká."

## 6.º Alaiandê Xirê

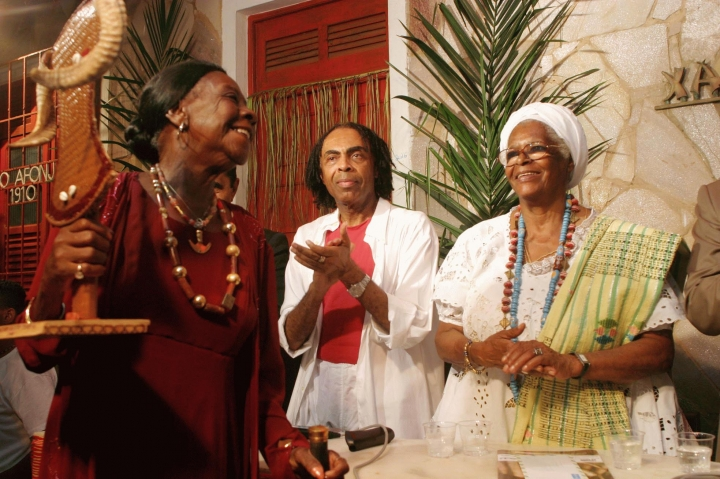
Mãe Olga de Alaqueto, o ministro da cultura Gilberto Gil e Mãe Stella de Oxóssi

O 6.° Alaiandê Xirê — Semana Cultural da Herança Africana — reuniu, em 28 de agosto de 2003, no terreiro do Ilê Axé Opô Afonjá, músicos-sacerdotes do candomblé de várias nações para discutir a herança africana e realizar o primeiro seminário "Xangô na África e na diáspora". É o Festival Internacional de alabês, xicarangomas e runtós que reúne os melhores músicos sacerdotes do Brasil e do exterior.
Teve a participação do ministro da cultura Gilberto Gil (iniciado no terreiro), palestra do antropólogo Vivaldo da Costa Lima, apresentação da Oficina de Frevos e Dobrados do maestro Fred Dantas, e lançamento do livro Ao sabor de Oiá, de Cléo Martins, coordenadora geral do evento. Expressão em língua iorubá que significa algo como "a festa do grande tocador", o Alaiandê Xirê é uma espécie de celebração da música sacra das diferentes nações do candomblé. Participam terreiros como a Casa Branca, Gantois, Bate Folha, Bogum e Pilão de Prata, entre outras.
Os temas são variados, indo da própria mitologia dos orixás a questões mais contundentes como ética e intolerância religiosa. Ou ainda - um ponto sempre polêmico -, o momento do transe.

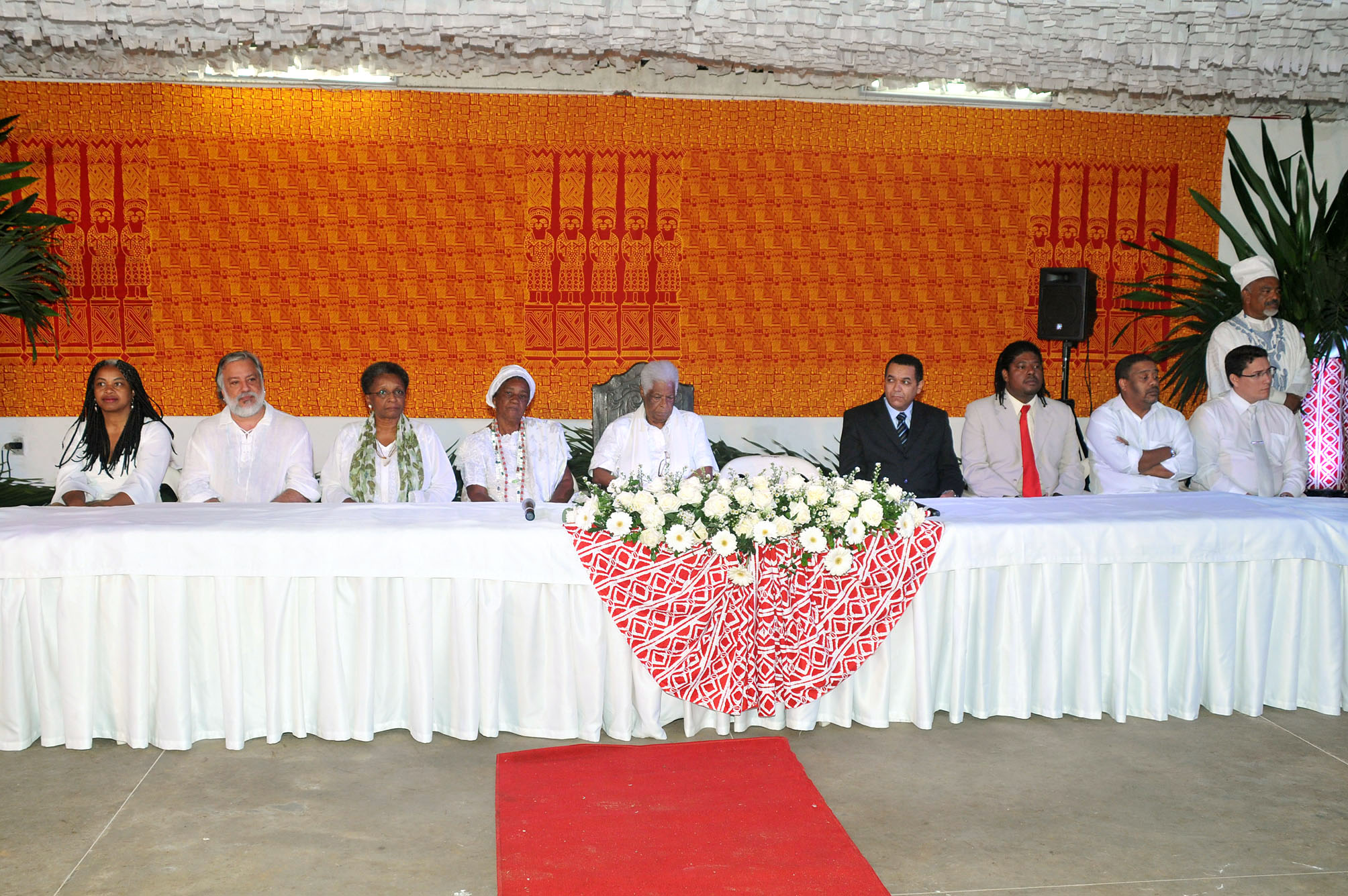
Comemoracao dos "100 Anos do candomblé de São Gonçalo" Data: 30 de julho de 2010 Foto: Roberto Abreu

A primeira mesa, Xangô, Oxum, Oiá e Obá nas diferentes nações conta com professores americanos, franceses e espanhóis. Nas demais, nomes ligados ao cinema e teatro (Chica Xavier, Clementino Kelé, Márcio Meirelles), literatura (Antonio Olinto e Ildásio Tavares), antropologia (Júlio Braga, Raul Lody, Angela Lühning), psicologia (Monique Augras, Antonio Moura, George Alakija), direito (Itana Viana, Pedreira Lapa) e religião (monge dom Anselmo, irmã Paola Pedri). Além, claro, de representantes do próprio candomblé, como o Fatumbi Marcelo Lima e o pai de santo gaúcho Walter Calixto, Pai Borel, que é ogã alabê e vai falar de sua resistência religiosa no Rio Grande do Sul.